# Banksia lindleyana
Espèce
Classification phylogénétique
Banksia lindleyana est une espèce d'arbuste buissonnant du genre Banksia de la famille des Proteaceae. Il forme de petits buissons d'1 m de haut avec de longues feuilles dentelées et une inflorescence ovale brillante. La floraison a lieu à la fin de l'été, après quoi les inflorescences tournent au marron puis au gris, en développant 70 follicules. On le trouve à proximité de Kalbarri en Australie-Occidentale, dans des sols sableux. Cette plante attire un grand nombre de pollinisateurs, dont de nombreux oiseaux.